# 漫画パチンコ777
『漫画パチンコ777』（まんがパチンコスリーセブン）は、竹書房が発行していた日本の漫画雑誌。1990年創刊。毎月4日発売。発行部数は12万部。
パチンコ漫画誌。最新・人気台の情報・実戦攻略、ストーリー、オカルト攻略などバラエティに富んだ紙面で創刊から20年を超えてパチンコファンの支持を受けていた。

## 連載作品
- Let's GO Sammy Girls!!（大沢マキ）
- イチオシ!のんタク（のんた丸孝）
- オバカネアンケートSHOWⅡ（赤羽文学）
- パチンコドリーム探検隊（藤本つくね）
- パチンコバクレツ娘（谷村ひとし）
- ピカリン凸ジャックポット（アサノ光）
- ファイト! SEASON2（宮塚タケシ）
- ノリ打ちのススメ （カワサキカオリ）
- お〜つぶの涙 REVOLUTION（榊間おつぶ）
- ひみつのパチ母娘ちゃん（赤坂まあな）
- めーにゃん参ります!（原作：めーにゃん、作画：下地のりこ）
- 荒ぶるアラフォー　ひとりでしちゃうもん（小沢カオル）
- 徒然パチンコぶらり旅（南山本春）
- 俺たちはプロじゃない（原作：井上いちろう 、作画：水野トビオ）
- 当世家計簿事情 NextStage（くらた美香）
- 独女（ひとり）でしちゃうもん（小沢カオル）

## 過去の連載作品
- Dai Pachi まにあっくす（塚本ケースケ）
- No Pachi,No Life.（とりやま忠治）
- アドレナぱちんこ パチ乱魂（クレイアンヌ）
- オバカネアンケートSHOW（赤羽文学）
- ゼブラ天使キュインキュイ～ン（十神真）
- ドル箱運んで3万歩/day〜新人ホールレディ奮闘日記〜（まやひろむ）
- ヨイヨイ乱れ打ち～（くらた美香）
- パチ龍女子部（クレイアンヌ）
- パチンコ素人爆勝話（新田朋子）
- パチンコ探偵工藤ちゃん（マーチン角屋）
- パチンコ美食倶楽部 ご予約2名様（サクライマイコ）
- ファイト！（宮塚タケシ）
- プチ乱魂（クレイアンヌ）
- プレミア77分署 確変捜査網（石山東吉）
- ホールDEバイトする？（大沢マキ）
- レジェンド!!パチンコ先生（中邑みつのり）
- あさみん伝説（須本あさ美）
- おメガネ台打ちたおし！（のんた丸孝）
- だっちもね（森田フミゾー）
- ほな打ちに行こか！（山本幸男）
- 俺だってファイト！（山本修二）
- 漢のパチンコ道（南山本春）
- 鹿島塾データけんしょう学科（鹿島美貴）
- 華麗なるドル箱生活（南山本春）
- 今日も天使のお仕事中!!（原作：プレーメン大島、作画：十神真）
- 最速攻略!○○ （藤本つくね）
- 新台打たせて！（塚本ケースケ）
- 玉と砕けよ!!（友梨かもめ）
- 母娘でいただきッ☆（赤坂まあな）
- 花の遊パチ 淑女同盟（小沢カオル）
- 本日は連れパチ日和（ひとみ翔）
- 迷って選んでこれでいいのだ！（大沢マキ）
- 萌えパチ☆普及委員会（猿山長七郎）

## 関連誌
- 『漫画パチンコドル箱777』 - パチンコ漫画誌。毎月18日発売。